# Weldon Spring
Weldon Spring is een plaats (city) in de Amerikaanse staat Missouri, en valt bestuurlijk gezien onder St. Charles County.

## Demografie
Bij de volkstelling in 2000 werd het aantal inwoners vastgesteld op 5270.
In 2006 is het aantal inwoners door het United States Census Bureau geschat op 5345, een stijging van 75 (1,4%).

## Geografie
Volgens het United States Census Bureau beslaat de plaats een oppervlakte van
21,6 km², waarvan 20,5 km² land en 1,1 km² water. Weldon Spring ligt op ongeveer 188 m boven zeeniveau.

## Plaatsen in de nabije omgeving
De onderstaande figuur toont nabijgelegen plaatsen in een straal van 12 km rond Weldon Spring.